# عضو آکادمی بریتانیا
عضویت آکادمی بریتانیا (FBA) نشان برتری ای است که توسط آکادمی بریتانیا به دانشگاهیان برجسته به دلیل تمایز آنها در علوم انسانی و اجتماعی اعطا می‌شود. دسته‌بندی‌ها عبارتند از:
1. فلو - دانش‌پژوهان مقیم بریتانیا
2. همکاران مرتبط - دانش‌پژوهان مقیم خارج از کشور
3. همکاران افتخاری - یک عنوان افتخاری دانشگاهی

اعطای عضویت توسط آثار منتشرشده اثبات می‌شود و دارندگان می‌توانند از حروف FBA پس از اسم استفاده کنند. نمونه‌هایی از دارندگان مری ریش، نیکلاس استرن، بارون استرن از برنتفورد، مایکل لوبان، ام آر جیمز، فردریش هایک ; جان مینارد کینز، و روآن ویلیامز هستند.